# Puente del Pradillo
El puente del Pradillo es un puente ferroviario que cruza el río Tormes a su paso por Salamanca (Castilla y León, España). El puente fue construido en el año 1890.

## Historia
El puente fue empezado a construir en el año 1891 y inaugurado en 1892. Por él pasaba la línea férrea de Plasencia a Astorga. Con el tiempo, el puente empezó a deteriorarse y quedó seriamente dañado tras el descarrilamiento de un tren de mercancías en 1930, en el que cayeron varios vagones al río. 
La Compañía de Ferrocarriles del Oeste decidió encargar la construcción de otro puente con mayor longitud y más resistencia. Fue remplazado por otro diseñado por el ingeniero J. M. de Villar, entre 1932 y 1933, quedando solamente las pilas del primitivo puente.
Ante el deterioro del puente de la Salud y después de la construcción de una bifurcación en la Serna, también pasa por él, la línea a Portugal.
Es la segunda mayor estructura metálica de la ruta ferroviaria de La Plata, por detrás del viaducto sobre el río Guadiana (606,1 m) en Mérida (Badajoz).